# Giancarlo Serafini
Giancarlo Serafini (Rivoli, 2 marzo 1941) è un politico italiano.

## Biografia
Nato a Rivoli (Torino), ma vive a Milano.
Sindacalista e capo carpentiere nei cantieri dell'Edilnord di Silvio Berlusconi a Milano 2 negli anni settanta e ottanta, è stato segretario generale della FENEAL-UIL (edilizia). Successivamente consigliere di amministrazione dell'INAIL e di UNIPOL Assicurazioni. Nel 1994 ha patteggiato la pena per corruzione per il periodo in cui era consigliere dell'Inail.

### Attività politica
Entra in Forza Italia nel 1995 e dalle elezioni politiche del 1996 è responsabile del comitato elettorale di Silvio Berlusconi per il collegio Milano-1.
Dal 2000 al 2004 è assessore ai sistemi informativi, economato e provveditorato della Provincia di Milano, nella giunta guidata da Ombretta Colli. Sempre dal 2004 è membro del Consiglio nazionale di Forza Italia.
Dopo non aver conseguito l'elezione nel 2000, dal 2005 al 2010 è Consigliere regionale della Lombardia, eletto nel listino bloccato del candidato presidente Roberto Formigoni. A partire dal 2005 è anche vice coordinatore regionale di Forza Italia in Lombardia.

#### Elezione a senatore
Alle elezioni politiche del 2008 viene eletto al Senato della Repubblica, nelle liste del Popolo della Libertà nella circoscrizione Lombardia. Nel 2011 diventa tesoriere di Arcore sostituendo nell'incarico il ragionier Giuseppe Spinelli. Viene rieletto senatore anche alle elezioni del 2013.
Il 16 novembre 2013, con la sospensione delle attività del Popolo della Libertà, aderisce a Forza Italia.
Alle elezioni politiche del 2018 è nuovamente eletto senatore, nelle liste di Forza Italia.
Nel dicembre 2019 è tra i 64 firmatari (di cui 41 di Forza Italia) per il referendum confermativo sul taglio dei parlamentari: pochi mesi prima i senatori berlusconiani avevano disertato l'aula in occasione della votazione sulla riforma costituzionale.
Non è ricandidato alle elezioni politiche del 2022.